# Отюцкий, Андрей Иванович
Андре́й Ива́нович Отю́цкий (27 апреля 1982) — российский футболист, защитник.

## Карьера
В 1997—1998 годах выступал во Втором дивизионе за армавирское «Торпедо». В 1999—2004 годах играл за дубль московского «Динамо»: в 1999—2000 годах во Втором дивизионе, в 2001—2004 годах в первенстве дублёров; побеждал в первенстве дублёров в 2002 и 2003 годах; в 2001 году сыграл 1 матч за основной состав в Премьер-лиге 27 октября против ЦСКА (3:1). Часть сезона-2004 провёл в «Содовике». В 2005 году выступал за клуб «Луч-Энергия», в составе которого победил в Первом дивизионе. В последующие годы выступал за различные клубы в Первом дивизионе («Волгарь-Газпром», СКА (Ростов-на-Дону), «Салют-Энергия»). С 2010 года выступал за новороссийский «Черноморец», в его составе в 2010 году победил в турнире зоны «Юг» Второго дивизиона.
Тренер ЦПР ФК «Краснодар».

## Достижения
- Победитель Первого дивизиона: 2005
- Победитель зоны «Юг» Второго дивизиона: 2010
- Обладатель Кубка ПФЛ: 2010
- Победитель турнира дублёров: 2002, 2003
- Лучший защитник зоны «Юг» Второго дивизиона: 2010